# Нафтогазоносна область Північного моря

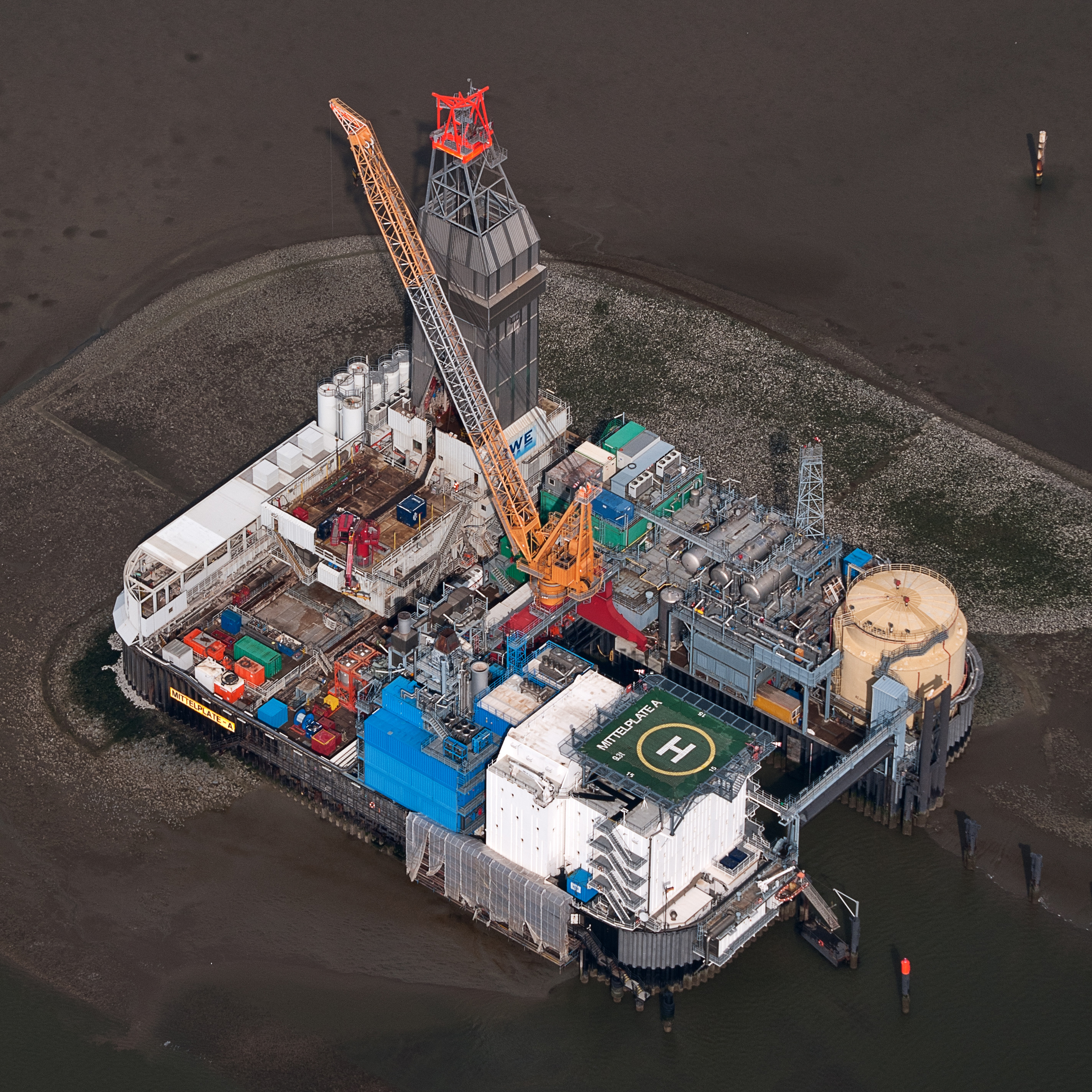
Морська платформа Mittelplate

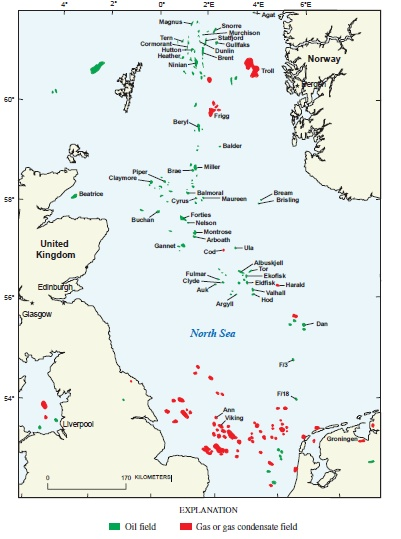
Нафтогазоносна область Північного моря

Нафтогазоносна область Північного моря — розташована в акваторії Північного моря та на території Норвегії, Великої Британії, Данії, Нідерландів, Німеччини.

## Характеристика
Площа 700 тис. км², з них 500 тис. км² на шельфі. Запаси 3 500 млн т нафти і 8 000 млрд м³ газу. 211 нафтових і газонафтових, 160 газових і газоконденсатних родовищ. З них найбільші Статфіорд (400 млн т), Брент (215 млн т), Озеберг (145 млн т), Гронінгкен (1960 млрд м³), Тролль (1 287 млрд м³).

## Технологія розробки
Експлуатується 6000 свердловин фонтанним та механізованим способами. Річний видобуток близько 177 млн т нафти і 186 млрд м³ газу.